# Palaehydropsyche fossilis
Palaehydropsyche fossilis là một loài Trichoptera hóa thạch trong họ Hydropsychidae.